# Leiobunum lindbergi
Leiobunum lindbergi is een hooiwagen uit de familie Sclerosomatidae.